# Instruktor (wojsko)
Instruktor – osoba w stopniu oficera lub podoficera posiadająca odpowiednie wykształcenie i kwalifikacje oraz przygotowanie pedagogiczne do prowadzenia odpowiednio przygotowanych zawczasu zajęć praktycznych z nowo przybyłymi żołnierzami do ośrodków szkolenia lub jednostek wojskowych.

## Historia
Pierwszymi instruktorami w Wojsku Polskim po roku 1917, byli najlepsi oficerowie w Centrum Wyszkolenia rodzajów wojsk – Żandarmerii, Kawalerii, Piechoty, Saperów (Pionierów), Broni Pancernej i inne.

## Przygotowanie się do zajęć
- Instruktor na bieżąco analizuje „Tygodniowy Plan Szkolenia” w którym został wyznaczony do prowadzenia zajęć teoretyczno-praktycznych w danym pododdziale: kompanii, szwadronie, baterii lub innym równorzędnym pododdziale.
- Na trzy dni przed zajęciami szkoleniowymi dowódca pododdziału prowadzi z instruktorami zajęcia instruktorsko-metodyczne przygotowujące ich, do zajęć właściwych w miejscu szkolenia lub treningu (ćwiczeń) i wystawia ocenę instruktorom (podczas zajęć) a na podstawie oceny własnej, wyznacza imiennie - instruktora, który poprowadzi przewidziane zganienie (Temat) na danym punkcie nauczania. Dowódca pododdziału lub plutonu opracowuje dokument szkoleniowy "Plan - Konspekt" na podstawie Programu Szkolenia Rodzaju Wojsk np.: Pancernych, Zmechanizowanych, Artylerii lub innych. Dowódca (Oficer) występuje w roli kierownika zajęć szkoleniowych. Na podstawie Planu - Konspektu opracowanego przez kierownika zajęć szkoleniowych wyznacza się punkty lub podpunkty szkoleniowe dla instruktorów w których będą prowadzić organizacyjnie, przez siebie zagadnienie.
- Instruktorzy samodzielnie opracowują dokumentację szkoleniową tzw. „Plan Pracy Instruktora” (PPI), na podstawie którego będą realizować metodycznie przez siebie zajęcia w punkcie instruowania (nauczania) szkolonych żołnierzy z rodzaju wojsk.
- Przed wyjściem na zajęcia szkoleniowe dowódca kompanii lub plutonu bezpośredniego udziela ostatecznego instruktażu w dniu zajęć oraz sprawdza PPI a także merytoryczne przygotowanie instruktorów do zajęć szkoleniowych z żołnierzami.

## Plan Pracy Instruktora
Plan Pracy Instruktora to jeden z podstawowych dokumentów szkoleniowych który opracowuje sam instruktor, przed przystąpieniem do zajęć z żołnierzami. Plan Pracy Instruktora w skrócie (PPI) winien zawierać: 
- Przedmiot (zagadnienie z jakiej dziedziny nauk będzie przeprowadzane szkolenie (instruowanie) bądź trening lub ćwiczenie, np.: PPI ze szkolenia taktycznego, PPI z wychowania fizycznego, PPI ze szkolenia ogniowego, PPI ze szkolenia artyleryjskiego, PPI ze szkolenia minerskiego, PPI ze szkolenia desantowego, itd.
- Temat zajęć (Temat zajęć szkoleniowych podaje się po komendzie "Baczność" - żołnierze stoją w pozycji zasadniczej i słuchają podawanego tematu w wojsku, przykładowo "Tematem zajęć na puncie nauczania jest: "Miny przeciwpancerne wojsk własnych i przeciwnika oraz sposoby ich ustawiania i unieszkodliwiania". Po przedstawieniu szkolonym tematu zajęć, instruktor na podpunkcie nauczania podaje komendę "Spocznij" dalej kontynuując metodycznie  zajęć wynika z Programu Szkolenia np. Wojsk Zmechanizowanych,
- Cel zajęć (1. cel psychologii poznawczej - zapoznać, 2. cel pedagogiczny - nauczyć, 3. cel  socjologiczny - doskonalić (wcześniej nabyte umiejętności), 4. cel taktyczny - zgrywać (drużynę, sekcję, działon), 5. cel wojskowy - sprawdzić (umiejętności współdziałania żołnierzy w trudnych warunkach);
- Czas zajęcia w którym realizuje się, temat lub zagadnienie szkoleniowe szkolonego wojska;
- Miejsce to pomieszczenie lub plac ćwiczeń taktycznych podane jako współrzędne geograficzne płaskie w/g Układu UTM, np.: 33U, 34U, 35U;
- Literatura  to podręczniki w oparciu których jest opracowany temat zagadnienia na punkcie nauczania;
- Zabezpieczenie materiałowo-techniczne zajęć lub ćwiczeń;
- Warunki bezpieczeństwa na punkcie lub podpunkcie szkolenia. Każdorazowo w trakcie zajęć instruktor powinien podać warunki bezpieczeństwa i sprawdzić w sposób oględny stan zdrowia i przygotowania szkolonych (instruowanych) żołnierzy do zajęć. W Planie Pracy Instruktora (PPI) ujmuje się, wszelkie czynności szkolonych jak i instruktora oraz uwagi co do czynności instruowanych na które należy zwrócić szczególną uwagę.

## Instruktor w kawalerii[2].
Instruktor powinien uczyć za pomocą udzielania objaśnień, umiejętnego stosowania ćwiczeń i[osobistego przykładu. Powinien doskonale znać wykładany przedmiot, być stanowczym,
konsekwentnym i cierpliwym. Każdy nowo wymagany szczegół trzeba wytłumaczyć. Należy sobie wyraźnie zdawać sprawę z błędów każdego jeźdźca oddzielnie. Błędy należy poprawiać, objaśniając każdemu jeźdźcowi z osobna, co ma robić, aby ich uniknąć, i podając środki oraz kolejność ich stosowania. Instruktor powinien unikać zwracania uwag ogólnie, a błędy poprawiać wywołując jeźdźców po nazwisku przed zwróceniem uwagi, nie zaś polem. Uwagi należy robić bez krzyku. Jeżeli chodzi o dłuższe wyjaśnienie, zaleca się przywołać jeźdźca lub cały zastęp do siebie. Instruktor stosuje ćwiczenia stopniowo, aby jeździec był przygotowany do każdego nowego ćwiczenia przez poprzednie.
Nie należy się zniechęcać tym, że postępy są powolne, ani też poddawać rozdrażnieniu, gdyż błędy jeźdźca, które należy poprawiać, wynikają prawie zawsze z jego stanu fizycznego lub psychicznego, a nie ze złej woli. Czuwając nad tym, aby jeździec skupiał cala uwagę i wysiłki na zamierzonym celu, należy nieustannie i z niezłomną stanowczością kierować nim za pomocą ciągłego powtarzania uwag. Instruktor powinien zwracać szczególną uwagę na słabszych, nie zaniedbując jednak innych. Na otwartej ujeżdżalni instruktor stoi przeważnie na zewnątrz. Zaleca się instruktorowi dosiadać często konia, aby mógł pokazać to, czego uczy. Ćwiczenia rozpoczynać i kończyć w stępie, unikając powracania do stajen z końmi spoconymi. We wszystkich ćwiczeniach instruktor powinien się starać urozmaicać chody, aby nie męczyć ani jeźdźców, ani koni. Należy dawać częste wypoczynki, zwłaszcza w początkach szkolenia. Dla rekrutów należy dobierać, o ile możności, konie spokojne i dobrze ujeżdżone.